# Bälinge församling, Uppsala stift
Bälinge församling var en församling i Uppsala stift och i Uppsala kommun i Uppsala län. Församlingen uppgick 2010 i Bälingebygdens församling.

## Administrativ historik
Församlingen har medeltida ursprung. 
Församlingen utgjorde till 1 maj 1923 ett eget pastorat och var därefter till 1 januari 2010 moderförsamling i pastoratet Bälinge, Åkerby och Jumkil som från 1962 även omfattade Börje församling. Församlingen uppgick 2010 i Bälingebygdens församling. Sedan 1200-talets slut var Bälinge församling prebende för ärkediakonen vid Uppsala domkyrka, och 1575–1922 för ärkebiskopen. Kyrkan har dessutom gynnats av donationer från stora gårdar, främst Kiplingeberg.

## Kyrkor
- Bälinge kyrka